# Ogcodes hennigi
Ogcodes hennigi este o specie de muște din genul Ogcodes, familia Acroceridae, descrisă de Evert I. Schlinger în anul 1960.
Este endemică în New York. Conform Catalogue of Life specia Ogcodes hennigi nu are subspecii cunoscute.